# 朝長美桜
朝長 美桜（ともなが みお、1998年〈平成10年〉5月17日 - ）は、日本の経営者、YouTuber、元アイドルで、女性アイドルグループHKT48の元メンバー。2014年4月24日から2018年4月1日までAKB48と兼任していた。
福岡県出身。TWIN PLANET ENTERTAINMENT所属。夫は実業家・山内奏人。

## 来歴
2012年
- 6月23日、HKT48第2期生オーディション最終審査に14歳で合格[6]。
- 9月23日、研究生として初お披露目され[7]、同月30日の「PARTYが始まるよ」公演で劇場公演デビュー[8]。
- 12月、AKB48の29thシングル「永遠プレッシャー」のカップリング曲として発表されたHKT48初のオリジナル曲「初恋バタフライ」の選抜メンバーに当時研究生ながら田島芽瑠、渕上舞とともに選出される。

2013年
- 5月22日発売のAKB48の31stシングル「さよならクロール」では、同期の田島芽瑠とともに表題曲選抜として初参加[注 1]。
- 5月から6月にかけて実施された『AKB48 32ndシングル選抜総選挙』では59位で、フューチャーガールズに選出された[9]。
- 7月、朝長と同じく当時AKB48・SKE48・NMB48・HKT48の研究生だった岡田奈々・小嶋真子・西野未姫・北川綾巴・渋谷凪咲・田島芽瑠と派生ユニットてんとうむChu!を結成[10]。
- 9月4日に発売された2ndシングル「メロンジュース」では、田島とのダブルセンターに選出される[11]。

2014年
- 1月11日、『HKT48九州7県ツアー 〜可愛い子には旅をさせよ〜』初日夜公演において、「クラス替え」（＝チーム編成変更）により、研究生から同年春に再編成される予定のチームKIVへの昇格が発表される[12]。
- 2月24日、Zepp DiverCityで開催された『AKB48グループ大組閣祭り』にて、AKB48チームBとの兼任が発表される[13]。
- 3月12日に発売された3rdシングル「桜、みんなで食べた」で、再び田島とダブルセンターを務める[14]。
- 4月28日、東京・秋葉原のAKB48劇場にて行われたAKB48チームB公演に初出演[15]。
- 5月から6月にかけて実施された『AKB48 37thシングル選抜総選挙』では27位で、アンダーガールズに選出された[16]。

2015年
- 3月26日に開催された『AKB48春の単独コンサート〜ジキソー未だ修行中!〜』において、兼任先がチームBからチーム4に異動となることが発表された[17]。
- 5月から6月にかけて実施された『AKB48 41stシングル選抜総選挙』では21位で、アンダーガールズに選出された[18]。

2016年
- 5月から6月にかけて実施された『AKB48 45thシングル選抜総選挙』では23位で、アンダーガールズに選出された[19]。

2017年
- 12月8日、AKB48劇場12周年公演でグループ内の組閣が行われ、AKB48チーム4との兼任解除が発表された[20]。

2018年
- 2月17日のオフィシャルブログにて兼ねてより膝の痛みを訴えていたが、「半月板損傷」と診断され治療専念のため、当面の間公演・コンサートを休演することが発表された[21]。
- 4月1日をもってAKB48チーム4との兼任を終了した。

2019年
- 9月8日、SHOWROOMイベントで1位を獲得した特典として神戸コレクションに出場した[22]。
- 12月21日、西鉄ホールにて行われた『R24「博多リフレッシュ」ちょっと早いクリスマス公演』において、HKT48からの卒業を発表。前述した半月板損傷の怪我により、リハビリを続けるもアイドル活動が困難となった事を挙げ、「違う形で笑顔を届けたい」と話した[23][24][25]。

2020年
- 1月15日、R24「博多リフレッシュ」公演をもって、HKT48を卒業した[24][25]。
- 9月17日、オフィシャルファンクラブ「mioroom」開設。
- 10月23日、オリジナルブランド「Amy」発表。

2024年
- 1月1日、自身のTwitterにて、元SKE48の須田亜香里と元HKT48の村重杏奈などが所属している「株式会社TWIN PLANET」に所属することを発表した[4][5]。

2025年
- 4月18日、プログラマーで実業家の山内奏人と結婚したことを自身のSNSで発表した[3][26][27]。
- 8月12日、仕事のかたわら寿司職人を目指すことを公表[28]。

## 人物
- 「美桜」という名前の由来は、「5月生まれで散ったばかりだったのかな、「桜がきれいだったから」と聞いたことがあります。おじいちゃんがつけてくれた、大好きな名前です。」[29]
- 趣味「お菓子作り・早寝」、特技「クラリネット」、チャームポイント「大きな黒目」となっている[30]。
- 好きな食べ物は、パン[31]で、中でも小さいメロンパン[32]とフレンチトーストを好んで食べる[33]。果物全般も好物で中でも梨が好き[34]。
- 運動は苦手だが、スイミングスクールに9年間通っていたので水泳だけは得意[29]。
- 中学校時代は吹奏楽部に所属してクラリネットを吹いていた[29]。
- 低血圧のため、朝はあまり強くなくテンションが低めで、HKT48在籍時にコンビを組んでいた田島芽瑠も恐れるほどであった[35]。

### HKT48
- HKT48在籍時のキャッチフレーズは、「みーお（meを）笑顔にしてくれますかー?　（はーい!） 笑うと目の形がカシューナッツになります、みおこと朝長美桜です。」[36]
- 2013年3月17日、松井玲奈らが参加するAKB48グループ内の非公式ユニット「メロンパン同盟」に加入したことをGoogle+で発表[37]。
- メンバーからは妹キャラだが、私生活では弟妹を持つ長女である。

## 参加曲

### シングル
HKT48名義
- スキ!スキ!スキップ!（2013年3月20日） - EAN 4988005747150。
- お願いヴァレンティヌ（2013年3月20日） - EAN 4988005747150。
- 片思いの唐揚げ（2013年3月20日）あまくち姫名義 - EAN 4988005747150。
- メロンジュース（2013年9月4日） - EAN 4988005779595。
- 希望の海流（2013年9月4日）あまくち姫名義 - EAN 4988005779618。
- 波音のオルゴール（2013年9月4日） - EAN 4988005779595。
- 桜、みんなで食べた（2014年3月12日） - EAN 4988005814586。
- 君はどうして?（2014年3月12日） - EAN 4988005814586。
- 昔の彼氏のお兄ちゃんとつき合うということ（2014年3月12日）Team KIV名義 - EAN 4988005814593。
- 君のことが好きやけん（2014年3月12日） - EAN 4988005814616。
- 控えめI love you !（2014年9月24日） - EAN 4988005837837。
- 今 君を想う（2014年9月24日） - EAN 4988005837837。
- 夏の前（2014年9月24日）Team KIV名義 - EAN 4988005837844。
- 12秒（2015年4月22日） - EAN 4988005877222。
- ロックだよ、人生は…（2015年4月22日） - EAN 4988005877222。
- ハワイヘ行こう （2015年4月22日）Team KIV名義 - EAN 4988005877246。
- しぇからしか!（2015年11月25日）HKT48 feat.氣志團名義 - EAN 4988031129203。
- 黄昏のタンデム（2015年11月25日） - EAN 4988031129203。
- 夢見るチームKIV（2015年11月25日）Team KIV名義 - EAN 4988031129210。
- 74億分の1の君へ（2016年4月13日） - EAN 4988031148914。
- Chain of love（2016年4月13日） - EAN 4988031148914。
- アインシュタインよりディアナ・アグロン（2016年4月13日）なこみく & めるみお名義 - EAN 4988031148938。
- 最高かよ（2016年9月7日） - EAN 4988031177365。
- Go Bananas!（2016年9月7日）HKT48 Team KIV名義 - EAN 4988031177389。
- バグっていいじゃん（2017年2月15日） - EAN 4988031207314。
- 必然的恋人（2017年2月15日） - EAN 4988031207314。
- HKT48ファミリー（2017年2月15日） - EAN 4988031207406。
- キスは待つしかないのでしょうか?（2017年8月2日） - EAN 4988031235386。
- ロマンティック病（2017年8月2日） - EAN 4988031235416。
- 意志（2019年4月10日）

AKB48名義
- 初恋バタフライ（2012年12月5日）HKT48名義 - EAN 4988003429744。
- さよならクロール（2013年5月22日） - EAN 4988003437787。
- 推定マーマレード（2013年8月21日）フューチャーガールズ名義 - EAN 4988003441586。
- 青空カフェ（2013年8月21日） - EAN 4988003441654。
- 君だけにChu ! Chu ! Chu !（2013年10月30日）てんとうむChu !名義 - EAN 4988003443771。
- 選んでレインボー（2013年12月11日）てんとうむChu !名義 - EAN 4988003447137。
- ウインクは3回（2013年12月11日）HKT48名義 - EAN 4988003445201。
- 昨日よりもっと好き（2014年2月26日）Smiling Lions名義 - EAN 4988003450809。
- ラブラドール・レトリバー（2014年5月21日） - EAN 4988003453015。
- Bガーデン（2014年5月21日）Team B名義 - EAN 4988003453039。
- 誰かが投げたボール（2014年8月27日）アンダーガールズ名義 - EAN 4988003454470。
- 今、Happy（2014年11月26日）ばら組名義 - EAN 4988003460853。
- ロンリネスクラブ（2014年11月26日）Team B名義 - EAN 4988003460877。
- 大人列車（2015年3月4日）HKT48名義 - EAN 4988003465988。
- 初恋のおしべ（2015年3月4日）てんとうむChu ! & かぶとむChu !名義 - EAN 4901070159093。
- “ダンシ”は研究対象（2015年5月20日）てんとうむChu !名義 - EAN 4988003467906。
- さよならサーフボード（2015年8月26日）アンダーガールズ名義 - EAN 4988003473051。
- なんか、ちょっと、急に…（2015年12月9日）Team 4名義 - EAN 4988003479091。
- Make noise（2016年3月9日）HKT48名義 - EAN 4988003484637。
- 考える人（2016年6月1日）Team 4名義 - EAN 4988003487911。
- 伝説の魚（2016年8月31日）アンダーガールズ名義 - EAN 4988003491451。
- 清純タイアド（2016年11月16日）てんとうむChu !名義 - EAN 4988003495220。
- 止まらない観覧車（2017年3月15日）HKT48名義 - EAN 4988003500689。
- 願いごとの持ち腐れ（2017年5月31日） - EAN 4988003504465。
- 前触れ（2017年5月31日） - EAN 4988003504496。
- 戸惑ってためらって（2017年8月30日）ネクストガールズ名義 - EAN 4988003508821。
- ぶっ倒れるまで（2018年3月14日）HKT48名義 - EAN 4988003519728。
- 友達じゃないか? （2018年9月19日）ネクストガールズ名義

渡辺美優紀名義
- 春風ピアニッシモ（2014年12月24日）AKB48名義 - EAN 4988003463182。

### アルバム
HKT48名義
- 092（2017年12月27日）
  - 人差し指の銃弾
  - 2018年の橋
  - 僕らのStand By Me
  - ファンミーティング

AKB48名義
- 次の足跡（2014年1月22日）
  - スマイル神隠し - 「てんとうむChu !」名義 EAN 4988003447991。
- ここがロドスだ、ここで跳べ!（2015年1月21日）
  - Birth EAN 4988003463151。
  - To goで - 「倉持Team B」名義 EAN 4988003463168。
- 0と1の間（2015年11月18日）
  - 泣き言タイム - 「Team 4」名義 EAN 4988003478308。
  - てんとうむChu ! を探せ! - 「てんとうむChu !」名義 EAN 4988003479046。
- サムネイル（2017年1月25日）
  - 青くさいロック EAN 4988003499815。

### 配信楽曲
- タンスのゲン（2013年3月1日） - 「HKT48」名義

### 未音源化曲
- ハル、はじまるキャンペーンの唄（2016年） - 「HKT48」名義

### 劇場公演ユニット曲
HKT48名義
 HKT48 研究生公演「PARTYが始まるよ」
- スカート、ひらり

チームH 「博多レジェンド」公演
- 天国野郎（サポートメンバーとしての出演）
- 制服のバンビ（宮脇咲良のアンダー）

ひまわり組公演「パジャマドライブ」
- 天使のしっぽ

HKT48 研究生公演「脳内パラダイス」
- ほねほねワルツ

チームKIV 1st Stage「シアターの女神」公演
- 初恋よ こんにちは
- キャンディー（宮脇咲良のユニットアンダー）

チームKIV 2nd Stage「最終ベルが鳴る」公演
- 初恋泥棒

AKB48名義
倉持チームB「パジャマドライブ」公演
- パジャマドライブ

高橋朱里チーム4「夢を死なせるわけにいかない」公演
- Bye Bye Bye

## 出演

### テレビ番組
- てんとうむChu!の世界をムチューにさせます宣言!（2014年4月15日 - 7月8日、日本テレビ）
- KinKi Kidsのブンブブーン（2018年2月4日、フジテレビ）
- もしもで考える…なるほど!なっとく塾（2021年4月24日 - 、BSフジ） - 塾生、月1回程度

### テレビドラマ
- 女子高警察（2013年10月27日 - 2014年3月16日、フジテレビ）[38]
- マジすか学園0 木更津乱闘編（2015年11月28日、日本テレビ） - ボウヨミ 役[39][40]
- キャバすか学園（2016年10月30日 - 2017年1月15日、日本テレビ） - タツノオトシゴ / ボウヨミ 役[41]

### 舞台
- HKT48指原莉乃座長公演 第1部「博多少女歌舞伎『博多の阿国の狸御殿』」（2015年4月8日 - 23日、明治座 / 8月15日 - 31日、博多座） - きのこ 役[42]
- リーディングシアター「恋工場」（2016年9月24日、ベルサール渋谷ガーデン Cホール）[43]

### ネット配信
- AKBホラーナイト アドレナリンの夜 第16話「ヒロイン」（2015年11月26日、ビデオパス・テレ朝動画） - 主演・亜津子 役[44]
- TIMEX TV（2022年6月3日 - 、YouTube） - アシスタント[45]

### 広告・キャンペーン
- STYLICTION bis × itSnap 共同プロジェクト『bis LEADERS』（2021年7月30日 - ） - 第1期メンバー[46]

### イベント
- 神戸コレクション 2019 AUTUMN/WINTER -ガールズフェスティバル-（2019年9月8日、ワールド記念ホール）[22]

## 書籍

### 写真集
- 朝長美桜ファースト写真集「日向」（2016年3月30日、講談社）ISBN 978-4063649864

### Web連載
- cakes（2020年7月17日 - 31日、note） - 大木亜希子との対談『「元アイドル」たちのあたらしい生き方』を連載[47]
- トクホ オリゴワン (R)飲料 特設サイトコミュニティ「ハッピー腸活ライフ」（2021年8月24日 - 11月30日、ハーバー研究所） - 月曜日「初めての腸活」担当[48]